# В норме
«В норме» (англ. Legit) — американский полубиографический ситком, созданный Питером О'Фэллоном и Джимом Джеффрисом. Сериал стартовал 17 января 2013 года на канале FX и закончился 14 май 2014 года. Исполнительными продюсерами выступили Джим Джеффрис, Питер О'Фэллон, Рик Кливленд и Лиза Блум.
28 марта 2013 года «В норме» был продлён FX на второй сезон и перешёл на канал FXX. 14 мая 2014 года было объявлено, что шоу закрывается из-за низких рейтингов, и не будет продлено на третий сезон, несмотря на положительные отзывы критиков.
В Австралии сериал транслировали на «The Comedy Channel».

## Сюжет
Сериал рассказывает о жизни стендап-комика Джима (Джимом Джеффрисом) и о его друзьях братьях Стиве (Дэн Баккедал) и Билли Ньюджентах (Ди Джей Куоллс). Они начинают жить вместе после того, как Джим решает помочь Билли, который  страдает мышечной дистрофией, начать другую жизнь и переехать к нему из дома престарелых. Джим пытается пробиться в шоу-бизнес как комик и актёр, Стив занимается своим разводом и маленькой дочерью, которую видит очень редко. Многие эпизоды представляют собой набор зарисовок Джима Джеффриса или вдохновлены его историями.

## В ролях

### Основные действующие лица
- Джим Джеффрис – в роли самого себя, австралийский стендап-комик
- Дэн Баккедал – Стив Ньюджент, лучший друг Джима и его сосед
- Ди Джей Куоллс – Билли Ньюджент, брат Стива, страдающий мышечной дистрофией

### Герои второго плана
- Джордж Лэзенби – Джэк Джеффрис, отец Джима
- Минди Стерлинг – Дженис Ньюджент, мать Стива и Билли
- Джон Ратценбергер – Уолтер Ньюджент, отец Стива и Билли
- Соня Эдди – Рамона, сиделка Билли
- Ник Дейли – Родни, друг Джима
- Джинджер Гонзага – Пегги, девушка Джима
- Арден Майрин – Тесс, нимфоманка, которая короткое время встречается с Билли
- Джилл Латиано – Кэти Нокс, первая любовь Джима
- Андреа Бендевальд – Джорджия

## Список эпизодов

### 1-й сезон (2013)
| № | Название                            | Режиссёр       | Автор сценария                               | Дата премьеры    | Зрители (млн) |
| --- | ----------------------------------- | -------------- | -------------------------------------------- | ---------------- | ------------- |
| 1 | «Пилотная серия/Pilot»              | Питер О'Фэллон | Питер О'Фэллон и Джим Джеффрис               | январь 17, 2013  | 0,65          |
| Австралийский комик Джим Джеффрис отправляется вместе со своим другом Стивом Ньюджентом (Дэн Баккедал), в лечебное учреждение, где живёт брат Стива Билли (Ди Джей Куоллс), который страдает мышечной дистрофией и практически парализован. По просьбе Билли Джим и Стив отвозят его в бордель в Лас-Вегасе, чтобы он лишился девственности, что может убить его. |                                     |                |                                              |                  |               |
| 2 | «Мечты/Dreams»                      | Питер О'Фэллон | Питер О'Фэллон, Джим Джеффрис и Рик Кливленд | январь 24, 2013  | 0,63          |
| Увидев, как несчастный Билли находится в лечебнице, Джим разрешает ему пожить у себя, чтобы он мог хорошо провести время, но его действия в конечном итоге только ухудшают жизненную ситуацию Билли. |                                     |                |                                              |                  |               |
| 3 | «Любовь/Love»                       | Питер О'Фэллон | Питер О'Фэллон, Джим Джеффрис и Рик Кливленд | январь 31, 2013  | 0,71          |
| Билли решает, что хочет иметь настоящие отношения, поэтому Джим регистрирует его на сайте видеознакомств, где Билли увлекается женщиной по имени Рене (Кэти Салливан), но он не хочет раскрывать ей, что он инвалид и что Джим наблюдает за разговором. Подслушав подсказки Джима для Билли, Стив пробует их на своей коллеге Лорен (Розали Уорд), получая неожиданный результат. |                                     |                |                                              |                  |               |
| 4 | «Гнев/Anger»                        | Питер О'Фэллон | Питер О'Фэллон, Джим Джеффрис и Рик Кливленд | февраль 7, 2013  | 0,42          |
| Джим со Стивом летят на концерт в переполненном самолёте. Джим вступает в спор с крупным человеком (Леонард Эрл Хоуз), сидящим рядом с ним, из-за использования подлокотника, в то время как остальные пассажиры наблюдают за этим и принимают сторону спорщиков на основании аргументов, которые те приводят. Мать Билли, Дженис (Минди Стерлинг), не одобряет договорённости Билли с Джимом и Стивом, поэтому против его желания пытается нанять ему сиделку.                                                  |                                     |                |                                              |                  |               |
| 5 | «Правосудие/Justice»                | Питер О'Фэллон | Питер О'Фэллон, Джим Джеффрис и Рик Кливленд | февраль 14, 2013 | 0,55          |
| Джим, Стив, Билли и девушка Джима, Пегги (Джинджер Гонзага), предстают перед судом, чтобы пересказать историю, в которой двое мужчин ворвались в их дом, напали на них и ограбили, после того как они приняли Джима и Стива за наркоторговцев. |                                     |                |                                              |                  |               |
| 6 | «Семья/Family»                      | Питер О'Фэллон | Питер О'Фэллон, Джим Джеффрис и Рик Кливленд | февраль 21, 2013 | 0,84          |
| После того, как Джим говорит перед школьным классом о том, что он комик, он оставляет впечатление на племянника Рамоны (Соня Эдди), Клэя (Дензел Уиттакер). Рамона считает Джима плохим примером, поэтому она требует, чтобы он повёл её племянника по правильному пути. Стив обезумел после того, как нашёл камеру с фотографиями своей бывшей жены (Андреа Бендевальд), занимающейся сексом с соседом. |                                     |                |                                              |                  |               |
| 7 | «Здоровье/Health»                   | Питер О'Фэллон | Питер О'Фэллон, Джим Джеффрис и Рик Кливленд | февраль 28, 2013 | 0,55          |
| Потеряв роль в фильме из-за его внешнего вида и веса, Джим просит помощи у Энди Дика, который нанимает ему тренера (Эдди Иффт). Джим невольно разрушает его устоявшуюся жизнь, когда снова вводит в неё алкоголь и наркотики, а также дает ему подсказки в обольщении Рамоны, которая ему понравилась. |                                     |                |                                              |                  |               |
| 8 | «Скряги/Hoarders»                   | Рик Кливленд   | Питер О'Фэллон, Джим Джеффрис и Рик Кливленд | март 7, 2013     | 0,65          |
| Помогая Стиву, Джим обнаруживает, что отец Стива и Билли, Уолтер (Джон Ратценбергер), живёт в палатке на заднем дворе, а Дженис – одна в доме, забитом под потолок тысячами коробок с фарфоровыми куклами и фигурками, и другими ненужными вещами, в итоге Джим и Ньюдженты беседуют с ней о её проблеме накопления. |                                     |                |                                              |                  |               |
| 9 | «Леди-Сумка/Bag Lady»               | Питер О'Фэллон | Питер О'Фэллон, Джим Джеффрис и Рик Кливленд | март 14, 2013    | 0,49          |
| Джим вовлечён в очень напряженную ситуацию после того, как он привёл домой из бара знаменитость (Бри Блэр), которая замужем за политиком. |                                     |                |                                              |                  |               |
| 10 | «Гнездо кукушки/Cuckoo's Nest»      | Питер О'Фэллон | Питер О'Фэллон, Джим Джеффрис и Рик Кливленд | март 21, 2013    | 0,76          |
| Джим работает волонтёром в лечебном учреждении, где жил Билли, и пытается охмурить привлекательную медсестру (Рейчел Бланчард), которая там работает. Билли и другие больные, которые боготворят её, делают всё возможное, чтобы Джим не смог преуспеть. После того как аутист Родни (Ник Дейли) сбился с маршрута соревнований, он продолжает бегать с яйцом в ложке, встречая и невольно вдохновляя многих людей.                                                                                              |                                     |                |                                              |                  |               |
| 11 | «Волосатая шляпа/Hat Hair»          | Питер О'Фэллон | Питер О'Фэллон, Джим Джеффрис и Рик Кливленд | март 28, 2013    | 0,58          |
| Джим, Стив, Родни и Билли идут на бейсбольный матч, где Джим должен сделать первый бросок. Билли очень зол, потому что он ненавидит спорт. Что бы поквитаться с Джимом, он рассказывает всем, что он взял его с собой только из-за мест для инвалидов. Старуха (Гвен ван Дам) хочет арестовать Джима, из-за того что он не заметив переехал её кошку. |                                     |                |                                              |                  |               |
| 12 | «Неправильно понятый/Misunderstood» | Питер О'Фэллон | Питер О'Фэллон, Джим Джеффрис и Рик Кливленд | апрель 4, 2013   | 0,53          |
| Джим встречает привлекательную актрису (Энни Хейс) во время прослушивания на роль в фильме. Она предложила его подвести, но в итоге выгнала комика из своей машины и обвинила в попытке изнасилования после шутки в связи с необычным телефонным звонком, который она сделала ранее. Стив впадает в депрессию, когда обнаруживает, что его бывшая жена с их дочерью хочет переехать жить в другой штат со своим новым бойфрендом, поэтому Джим ведёт его по барам и они, в конце концов, оказываются в гей-баре. |                                     |                |                                              |                  |               |
| 13 | «Отцовство/Fatherhood»              | Питер О'Фэллон | Питер О'Фэллон, Джим Джеффрис и Рик Кливленд | апрель 11, 2013  | 0,62          |
| Уэнди (Кейт Люйбен), проститутка с которой Билли потерял девственность в первом эпизоде, появляется в доме Джима на девятом месяце беременности и утверждает, что это ребёнок Билли. Дженис не может согласиться с тем, что мать её внука - проститутка. |                                     |                |                                              |                  |               |

### 2-й сезон (2014)
| № | Название                           | Режиссёр       | Автор сценария                            | Дата премьеры    | Зрители (млн) |
| --- | ---------------------------------- | -------------- | ----------------------------------------- | ---------------- | ------------- |
| 14 | «Любовная линия/Loveline»          | Питер О'Фэллон | Крис Кейс, Питер О'Фэллон и Джим Джеффрис | февраль 26, 2014 | 0,30          |
| После унизительного выступления на радиошоу доктора Дрю, Джим посещает группу помощи для сексуально зависимых.                                                                             |                                    |                |                                           |                  |               |
| 15 | «Смерть/Death»                     | Питер О'Фэллон | Джим Джеффрис, Крис Кейс и Питер О'Фэллон | март 5, 2014     | н/д           |
| По рекомендации своего терапевта, Джим даёт стендап выступление в лечебном учреждение, где жил Билли, которое заканчивается трагическими последствиями.                                    |                                    |                |                                           |                  |               |
| 16 | «Расист/Racist»                    | Питер О'Фэллон | Крис Кейс, Джим Джеффрис и Питер О'Фэллон | март 12, 2014    | 0,13          |
| Джим пытается "вылечить" расизм Сары, знакомя её с чёрными людьми. Между тем, Уолтер оказывает плохое влияние на Билли и Стива.                                                            |                                    |                |                                           |                  |               |
| 17 | «Воссоединение/Reunion»            | Питер О'Фэллон | Питер О'Фэллон, Джим Джеффрис и Крис Кейс | март 19, 2014    | н/д           |
| Джим и Стив, взяв с собой Билли, посещают встречу выпускников в средней школе, где каждый пытается восстановить старые отношения.                                                          |                                    |                |                                           |                  |               |
| 18 | «Мат/Checkmate»                    | Питер О'Фэллон | Питер О'Фэллон, Джим Джеффрис и Крис Кейс | март 26, 2014    | н/д           |
| Джим и Стив забирают Билли со штраф-стоянки, которого Стив и их отец забыли внутри отбуксированного фургона, а когда возвращаются выкупить машину, из неё пропадает кресло Билли.          |                                    |                |                                           |                  |               |
| 19 | «Натирать и скользить/Rub & Slide» | Питер О'Фэллон | Джим Джеффрис, Крис Кейс и Питер О'Фэллон | апрель 2, 2014   | н/д           |
| Родители Джеффриса приезжают в гости к сыну. После того, как мама Джима попадает в больницу, мужчины могут спокойно посетить массажный кабинет и аквапарк.                                 |                                    |                |                                           |                  |               |
| 20 | «Афганистан/Afghanistan»           | Питер О'Фэллон | Джим Джеффрис, Крис Кейс и Питер О'Фэллон | апрель 9, 2014   | н/д           |
| Чтобы отдохнуть от своих родителей, Джим принимает предложение о концерте в Афганистане. Билли же мечтает, чтобы ему повезло, так как он застрял в больнице с матерью Джима.               |                                    |                |                                           |                  |               |
| 21 | «Бездомный/Homeless»               | Тодд Бирманн   | Крис Кейс, Джим Джеффрис и Питер О'Фэллон | апрель 16, 2014  | н/д           |
| Джиму и компании придётся найти Уолтера после того, как он решил покинуть их квартиру. Стив делает неприятное открытие о своей матери, а Билли должен выбирать между сексом и видеоиграми. |                                    |                |                                           |                  |               |
| 22 | «Лизать/Licked»                    | Питер О'Фэллон | Питер О'Фэллон, Джим Джеффрис и Крис Кейс | апрель 23, 2014  | н/д           |
| Джим узнаёт, что Пегги встречается с Бобом Сагетом и оказывается в компрометирующей ситуации с голливудским продюсером (Кэрри Фишер в надежде на продвижение своей карьеры.                |                                    |                |                                           |                  |               |
| 23 | «Выходные/Weekend»                 | Питер О'Фэллон | Джим Джеффрис, Крис Кейс и Питер О'Фэллон | апрель 30, 2014  | н/д           |
| Депрессия Стива выходит из-под контроля, когда он узнаёт, что Джорджия беременна и выходит замуж за Тодда, поэтому Джим и Билли должны заботиться об Эмили на выходных.                    |                                    |                |                                           |                  |               |
| 24 | «Интервенция/Intervention»         | Питер О'Фэллон | Крис Кейс, Джим Джеффрис и Питер О'Фэллон | май 7, 2014      | н/д           |
| Интервенция для Стива выходит из под контроля из-за плохого планирования и параллельной вечеринки Джима с кокаином и проститутками.                                                        |                                    |                |                                           |                  |               |
| 25 | «Трезвый/Sober»                    | Питер О'Фэллон | Джим Джеффрис, Крис Кейс и Питер О'Фэллон | май 14, 2014     | н/д           |
| После первой попытки начать трезвую жизнь, Джим страдает от панической атаки. После он и компания посещают 40-летие мужа Кэти, которое оказывается неудобным для всех.                     |                                    |                |                                           |                  |               |
| 26 | «Честность/Honesty»                | Питер О'Фэллон | Питер О'Фэллон, Джим Джеффрис и Крис Кейс | май 14, 2014     | н/д           |
| Джим наконец обретает популярность, после инцидента со стрельбой, но, в то же время, он испытывает страх выступления и размышляет об отказе от стендапа навсегда.                          |                                    |                |                                           |                  |               |